# 3차원 거울 대칭
이론물리학에서 3차원 거울 대칭(三次元거울對稱, 영어: three-dimensional mirror symmetry)은 서로 다른 저(低)에너지 묘사를 갖는 두 2+1차원 {\displaystyle {\mathcal {N}}=4} (또는 {\displaystyle {\mathcal {N}}=2}) 초대칭 게이지 이론이 사실 같은 모듈라이 공간 위에 위치해 있게 되는 현상이다.

## 정의
2+1차원 {\displaystyle {\mathcal {N}}=4} (8개의 초전하) 초대칭 게이지 이론을 생각하자. 이 경우, {\displaystyle {\mathcal {N}}=4} 초대칭 대수의 R대칭은 다음과 같은 꼴이다.
{\displaystyle \operatorname {Spin} (4)=\operatorname {SU} (2)_{\text{L}}\times \operatorname {SU} (2)_{\text{R}}}
여기서 SU(2)R은 6차원 {\displaystyle {\mathcal {N}}=(1,0)}의 R대칭이며, SU(2)L은 6차원을 3차원으로 차원 축소하였을 때 얻어지는 SO(3) 로런츠 대칭이다.
3차원 {\displaystyle {\mathcal {N}}=4} 초대칭의 초다중항은 두 종류가 있다. (이는 4차원 {\displaystyle {\mathcal {N}}=2} 또는 6차원 {\displaystyle {\mathcal {N}}=(1,0)}의 차원 축소이다.)
- 벡터 초다중항(영어: vector supermultiplet): 양-밀스 장 (스핀 1) + 스칼라장 3개 + 게이지노 (2개의 마요라나 스피너)
  - 이는 6차원 벡터 초다중항에서 유래하며, 스칼라장은 6차원 벡터의 축소화된 성분들이다. 따라서 세 복소수 스칼라장은 SU(2)L의 표현 3로서 변환한다.
  - 아벨 게이지 군의 벡터 초다중항의 경우, 2+1차원에서는 쌍대화를 통해 하이퍼 초다중항과 동치이다. 그러나 이는 비아벨 게이지 군의 경우 성립하지 못한다.
  - 벡터 초다중항의 스칼라장이 진공 기댓값을 가진다면, 일반적으로 게이지 군은 카르탕 부분군으로 깨지며, (쿨롱 법칙을 따르는) 아벨 게이지 군이 된다. 그 모듈라이 공간은 쿨롱 가지(영어: Coulomb branch)라고 한다.
- 하이퍼 초다중항(영어: hypermultiplet): 스칼라장 4개 + 페르미온 (2개의 마요라나 스피너)
  - 이는 6차원 하이퍼 초다중항에서 유래한다. 따라서 두 복소수 스칼라장은 SU(2)L에 변환하지 않으며, SU(2)R에서 정의(定義) 표현 2로서 변환한다.
  - 그 스칼라장이 진공 기댓값을 가진다면, 일반적으로 게이지 군은 힉스 메커니즘을 따라 전부 깨진다. 그 모듈라이 공간은 힉스 가지(영어: Higgs branch)라고 한다.

따라서, 어떤 주어진 이론을 힉스 · 쿨롱 가지를 통하여 어떤 모듈라이 공간을 따라 변화시킬 수 있다. 일부 경우, 같은 모듈라이 공간의 서로 다른 두 점 근처에서, 서로 다른 섭동 이론적 표현이 존재하게 된다. 특이, 이 경우 다음과 같은 대응이 존재하며, 이를 3차원 거울 대칭이라고 한다.
| 대상                    | 쌍대 대상               |
| ----------------------- | ----------------------- |
| SU(2)L R대칭군          | SU(2)R R대칭군          |
| 쿨롱 가지 진공 모듈러스 | 힉스 가지 진공 모듈러스 |
| 라그랑지언의 질량항     | 페예-일리오풀로스 D항   |

이는 낮은 에너지 극한에서 적용된다. 즉, 이들은 3차원 초등각 장론으로서 서로 동형이다.

## 끈 이론으로의 해석
이 구성은 ⅡB종 끈 이론의 S-이중성으로 설명할 수 있다. 구체적으로, ⅡB종 초끈 이론에서, 다음과 같은 NS5-막과 D5-막 및 D3-막의 배치를 생각하자.
|     | 012 | 345 | 6   | 789 |
| --- | --- | --- | --- | --- |
| NS5 | —   | —   | •   | •   |
| D5  | —   | •   | •   | —   |
| D3  | —   | •   | [—] | •   |

이 경우, 10차원 로런츠 대칭은 {\displaystyle \operatorname {SO} (1,2)\times \operatorname {SO} (3)\times \operatorname {SO} (3)}으로 깨지게 된다. NS5-막들은 789-공간 속의 점에 위치해 있으며, D5-막들은 345-공간 속의 점에 위치해 있다. 위 표에서, D3-막은 {\displaystyle x^{6}} 방향에서 무한히 연장돼 있지 않고, 대신 유한한 폭을 갖는다. D3-막의 양끝은 NS5-막 또는 D5-막에 붙어 있다.
D3-막은 {\displaystyle x^{6}} 방향에서 유한한 폭을 가지므로, 이를 적분하여 2+1차원 유효 이론을 정의할 수 있으며, 이는 2+1차원 {\displaystyle {\mathcal {N}}=4} (8개 초전하) 초대칭 게이지 이론을 이룬다. 이 경우, D3-막의 배열에 따라 다음과 같은 초다중항이 존재한다.
| 끝 1          | 끝 2          | 무질량 초다중항 | 비고                                                                          |
| ------------- | ------------- | --------------- | ----------------------------------------------------------------------------- |
| NS5 (노이만)  | NS5 (노이만)  | 벡터            |                                                                               |
| D5 (디리클레) | D5 (디리클레) | 하이퍼          |                                                                               |
| NS5 (노이만)  | D5 (디리클레) | (없음)          | 각 NS5–D5 쌍 사이에는 최대 1개의 D3-막이 존재할 수 있다 (s-규칙 영어: s-rule) |

이 경우, 2+1차원 {\displaystyle {\mathcal {N}}=4} 초대칭 게이지 이론의 각 성질들은 ⅡB 초끈 이론과 다음과 같이 대응한다.
| 2+1차원 {\displaystyle {\mathcal {N}}=4} 게이지 이론 | ⅡB 초끈 이론                                                                                 |
| ---------------------------------------------------- | -------------------------------------------------------------------------------------------- |
| SO(1,2) 로런츠 군                                    | 012방항 로런츠 군                                                                            |
| SU(2)L R대칭                                         | 345방향 로런츠 군                                                                            |
| SU(2)R R대칭                                         | 789방향 로런츠 군                                                                            |
| 벡터 초다중항                                        | NS5–NS5 사이의 D3-막                                                                         |
| 하이퍼 초다중항                                      | D5–D5 사이의 D3-막                                                                           |
| 전기 게이지 군 U(N)                                  | 두 NS5-막 사이의, 겹친 N개의 D3-막                                                           |
| 자기 게이지 군 U(N)                                  | 두 D5-막 사이의, 겹친 N개의 D3-막                                                            |
| 질량 간극을 갖는 U(1) 게이지장                       | NS5-막과 D5-막 사이의 하나의 D3-막                                                           |
| 전기 결합 상수 {\displaystyle 1/g_{\text{e}}^{2}}    | 두 NS5-막 사이의 거리 (×비례 상수)                                                           |
| 자기 결합 상수 {\displaystyle 1/g_{\text{m}}^{2}}    | 두 D5-막 사이의 거리 (×비례 상수)                                                            |
| 거울 대칭                                            | S-이중성 + 345방향을 789방향으로 바꾸는 시공간 회전                                          |
| 쿨롱 가지 모듈라이 공간                              | NS5-막 위의 자기 홀극(붙은 D3-막)들의 모듈라이 공간                                          |
| 힉스 가지 모듈라이 공간                              | D5-막 위의 자기 홀극들(붙은 D3-막)의 모듈라이 공간                                           |
| 모듈라이 공간 속의 상전이                            | 분리된 D3-막이 서로 이어지거나, NS5-막/D5-막이 교차하면서 새 D3-막을 생성 (하나니-위튼 전이) |

## 역사
3차원 {\displaystyle {\mathcal {N}}=4} (8개 초전하) 초대칭 게이지 이론에서의 거울 대칭은 케네스 인트릴리가토어(영어: Kenneth Intriligator)와 나탄 자이베르그가 1996년에 제안하였다.
이후 아미하이 하나니(히브리어: עַמִיחַי חַנַנִי)와 에드워드 위튼은 곧 이는 IIB종 끈 이론의 S-이중성에서 비롯된다는 사실을 보였다. 이 과정에서 하나니와 위튼은 하나니-위튼 전이를 발견하였으며, 이는 3차원 초대칭 게이지 이론 거울 대칭에 중요한 역할을 한다.